# میخائل روسکام
میخائل روسکام (هلندی: Michaël R. Roskam؛ ‏ Dutch: [ˈmixa:ɛl ˈrɔskɑm]؛ ‏ زادهٔ ۱۹۷۲ میلادی) کارگردان و فیلم‌نامه‌نویس اهل بلژیک است.
از فیلم‌ها یا مجموعه‌های تلویزیونی که وی در آن‌ها نقش داشته‌است، می‌توان به پرنده سیاه، کله‌شق و کندو، اشاره نمود.